# Barátság híd (Makaó)
A Barátság híd (portugálul: Ponte da Amizade; kínaiul: 澳門友誼大橋, Aomen Juji Tacsiao (Àomén Yǒuyì Dàqiáo)) egy ferdekábeles függőhíd Makaóban, a Gyöngy-folyó torkolata fölött. A Nobre de Carvalho kormányzó híd után épült híd a második olyan építmény, amely a Makaói-félszigetet és Taipa szigetét köti össze. Új Makaó-Taipa hídnak (新澳氹大橋, Hszin Aotang Tacsiao (Xīn Àodàng Dàqiáo)) is nevezik.

## Leírása

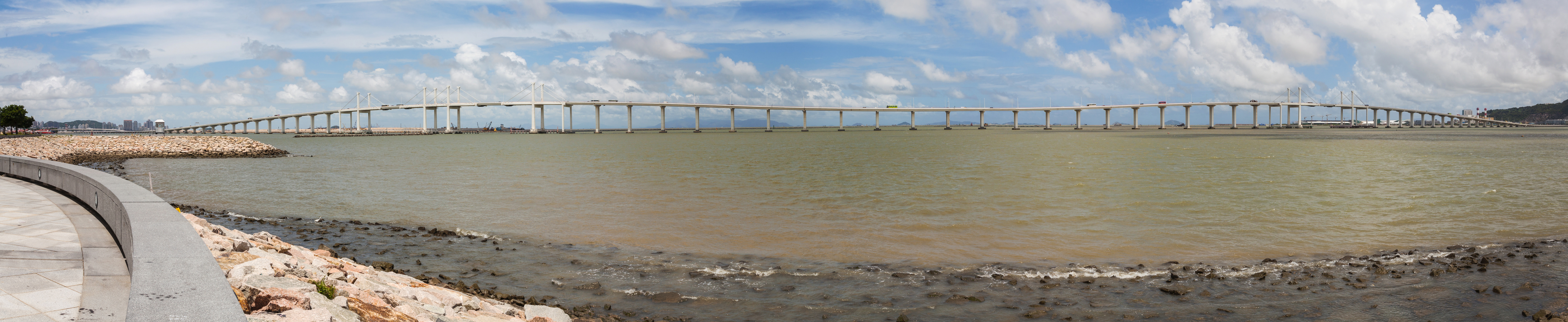
A híd látképe. Balra a Makaói-félsziget, jobbra Taipa szigete látható

A híd munkálatai 1988-ban kezdődtek meg, és 1994 áprilisában átadták a forgalomnak. A maga 4700 méteres hosszával (amiből 3900 m a híd és 800 m a felvezető viadukt), a Makaói-félsziget és Taipa között található Praia Grande-öbölben álló három híd közül ez számít a leghosszabbnak. A 18 m széles híd alatt két nyílás van a tengeri közlekedés számára fenntartva. A híd legmagasabb pontja 30 méterrel a tengerszint felett található. A félsziget felől a Hongkong-Makaó kompállomás közelében található Avenida de Amizada és az Areia Preta-n található Avenida da Ponte da Amizade utakról lehet feljutni a hídra. Taipa felől a sziget északi részén található Estrada de Pac On és Estrada Almirante Magalhães Correia utakról közelíthető meg.